# Leptogorgia gaini
Leptogorgia gaini is een zachte koraalsoort uit de familie Gorgoniidae. De koraalsoort komt uit het geslacht Leptogorgia. Leptogorgia gaini werd in 1940 voor het eerst wetenschappelijk beschreven door Stiasny. 